# مو (مجموعه تلویزیونی)
مو (انگلیسی: Mo) یک سریال آمریکایی است کمدی-درام تلویزیون اینترنتی که در تاریخ ۲۴ اوت ۲۰۲۲ در نتفلیکس پخش شد. این سریال مو عامر را به عنوان شخصیت اصلی بازی می‌کند. این سریال بر اساس زندگی خود عامر به عنوان یک پناهندگان فلسطینی ساکن هیوستون است. این فیلم توسط رامی یوسف ساخته شده‌است و فرح بسیسو، عمر البا، ترزا رویز و توبه نیوگوه در آن ایفای نقش می‌کنند.
این سریال به دلیل اینکه یکی از اولین برنامه‌های تلویزیونی بزرگ آمریکایی است که یک پناهنده فلسطینی-آمریکایی را به عنوان قهرمان داستان به تصویر می‌کشد، مورد تحسین منتقدان قرار گرفته‌است. در حال حاضر امتیاز ۱۰۰٪ در راتن تومیتوز دارد، با اجماع منتقدان در این سایت: «معمولاً خنده‌دار است در حالی که حسی جذاب از مکان دارد، مو تصویری متفکرانه از تجربه مهاجر است که روی پاهایش سبک است. ".
در ژانویه ۲۰۲۳ نتفلیکس این مجموعه را برای فصل دوم تمدید کرد که در ۳۰ ژانویه ۲۰۲۵ پخش شد.

## داستان
«مو» داستان یک پناهنده فلسطینی ساکن هیوستون تگزاس را دنبال می‌کند که در حال حاضر به دنبال پناهندگی و شهروندی در ایالات متحده است.

## بازیگران و شخصیت‌ها

### اصلی
- مو عامر در نقش مو نجار، قهرمان داستان
- فرح بسیسو در نقش یوسرا مادر مو
- عمر البا در نقش سامیر برادر مو
- ترزا رویز در نقش ماریا دوست دختر مو
- توبه نیوگوه در نقش دوست دوران کودکی مو، نیک
- مایکل وای کیم در نقش چین، خالکوبی مو و فروشنده لاغر.
- لی ادی در نقش لیزی هوروویتز، وکیل مهاجرت نجارها
- چرین دابیس در نقش نادیا نجار، خواهر بیگانه مو

### مهمان
- پل وال در قسمت ۷ (فصل 1)[۱۰]
- بان بی به عنوان یک کشیش کاتولیک (فصل 1)[۱۱]

## قسمت‌ها
| شم. کلی | شم. در فصل | عنوان         | کارگردان          | نویسنده                                                          | تاریخ پخش اصلی |
| ------- | ---------- | ------------- | ----------------- | ---------------------------------------------------------------- | -------------- |
| ۱       | ۱          | «حمودی»       | سولوان «لیک» نعیم | محمد عامر و رامی یوسف                                            | ۲۴ اوت ۲۰۲۲    |
| ۲       | ۲          | «یامو»        | سولوان «لیک» نعیم | عادل کمال                                                        | ۲۴ اوت ۲۰۲۲    |
| ۳       | ۳          | «پشیمانی»     | سولوان «لیک» نعیم | لوح راهکه و ازهر عثمان                                           | ۲۴ اوت ۲۰۲۲    |
| ۴       | ۴          | «مولا»        | سولوان «لیک» نعیم | هریس دانو                                                        | ۲۴ اوت ۲۰۲۲    |
| ۵       | ۵          | «سنگ قبر»     | سولوان «لیک» نعیم | نیکول بیتی و سوفیا لیر                                           | ۲۴ اوت ۲۰۲۲    |
| ۶       | ۶          | «ازدواج مقدس» | سولوان «لیک» نعیم | لووه راهکه و هریس دانو                                           | ۲۴ اوت ۲۰۲۲    |
| ۷       | ۷          | «شهادت»       | سولوان «لیک» نعیم | نمایشنامۀ تلویزیونی : عادل کمال داستان : عادل کمال و ایتوری سوسا | ۲۴ اوت ۲۰۲۲    |
| ۸       | ۸          | «واموس»       | سولوان «لیک» نعیم | محمد عامر و سوفیا لیر                                            | ۲۴ اوت ۲۰۲۲    |